# غلوسا
غلوسا، هو الابن الثاني للملك النوميدي ماسينيسا. تم تكليفه سفيرا في روما ثم في قرطاج، وقد شارك في الكثير كن المعارك. عند وفاة والده، كان شريكًا في العرش مع شقيقيه ميسيبسا وماستانابال، حاول الوساطة بين المتحاربين في 147 قبل الميلاد. اغتيل ابنه ماسيفا بأمر من يوغرطة.